# Верхняя Шунь
Верхняя Шунь (в просторечии: Шумбаш) — село в Кукморском районе Татарстана. Входит в состав Важашурского сельского поселения.

## География
Находится в северо-западной части Татарстана на расстоянии приблизительно 11 км на юго-восток по прямой от районного центра города Кукмор у речки Каркаусь.

## История
Основано в конце XVII века выходцами из деревни Шуни (ныне Вятско-Полянского района).
В XVIII — первой половине XIX в. жители относились к категории государственных крестьян. Их основными занятиями в этот период были земледелие и скотоводство.
В начале ХХ в. в селе функционировали Казанско-Богородицкая церковь, земская школа (с 1868 г., попечителем школы был кукморский фабрикант С.В.Комаров), 3 кузницы, 2 мелочные лавки.
В этот период земельный надел сельской общины составлял 1810 десятину.
Административно, до 1920 г. село относилось к Мамадышскому уезду Казанской губернии, с 1920 г. — к Мамадышскому кантону, с 1930 г. в Таканышском районе ТАССР, с 1932 г. – в Кукморском районе (с перерывами), с 12 января 1965 г. окончательно перешёл в Кукморский район.

## Хозяйствующие субъекты
В 1930 г. в селе организован колхоз «Горд Чокись», с 1934 г. село в составе колхоза им. Чапаева, с 1962 по 2006 гг. находился в управлении сельхоз предприятие «Гигант», с 2006 г. принадлежит ООО «Кукморская продовольственная корпорация», с 2008 г. — ООО «Агрофирма Тукай», с 2018 г. — ООО «Уныш».
Жители занимаются полеводством, скотоводством. 

## Образование и культура
В 1910–2015 гг. в селе работала начальная школа.
В селе с 1969 г. действует клуб ( с 2003 г. в новом здании), с 2010 г .молитвенный дом (в здании бывшего фельдшерско-акушерского пункта 1957 г. постройки).
При клубе, с 1998 г. работают хореографические коллективы «Тюрагай» и «Ручеек» .

## Демография
- В 1748 г. – 42,
- 1782 г. – 74 мужчин,
- 1859 г. – 574,
- 1897 г. – 724,
- 1908 г. – 696,
- 1920 г. – 730,
- 1926 г. – 798,
- 1949 г. – 608,
- 1958 г. – 626,
- 1970 г. – 795,
- 1979 г. – 614,
- 1989 г. – 359[1],
- 2002 г. – 368,
- 2010 г. – 293,
- 2017 г. – 255;

На 2017 год, в селе живут удмурты (99%).